# یوکریچاتما (سیریک)
یوکریچاتما (ترکی استانبولی: Yukarıçatma) یک محله در ترکیه است که در ناحیهٔ سریک، آنتالیا واقع شده است. جمعیت این محله تا سال ۲۰۲۲ برابر با ۲۸۵ نفر بوده است.